# Dorschenhammer
Dorschenhammer ist ein Gemeindeteil der Stadt Schauenstein im Landkreis Hof (Oberfranken, Bayern). Dorschenhammer liegt in der Gemarkung Schauenstein.

## Geografie
Die Einöde liegt an der Selbitz. Im Südwesten jenseits der Selbitz steigt das Gelände zu einer Erhebung im Lehstenwald an (597 m ü. NHN). Hier gibt es einen Felshang, der als Geotop ausgezeichnet ist. Eine Gemeindeverbindungsstraße führt nach Schauenstein zur Kreisstraße HO 26 (0,6 km nördlich) bzw. nach Volkmannsgrün zur Staatsstraße 2195(0,4 km südlich).

## Frühere Namen
Die ehemalige Hammermühle (Eisenhammer) und Münzstätte diente auch als Elektrizitätswerk und Textilfabrik.
Oberer Hammer von Schauenstein; 8. August 1381 erste Erwähnung als „Spetlingshammer“; 16. Jahrhundert „Torschenhammer“; nach 1640 „Drechselhammer“; seit dem 17./18. Jahrhundert „Dorschenhammer“; 1957–1980 „Erlenhof“.

## Geschichte

### Hammerwerk
Aus dem Dorschenhammer stammte Georg Kleinschmidt, der später als Dr. Gregorius Curio Leibarzt Martin Luthers und des Herzogs Barnim XI. von Pommern in Stettin war. Seinen heutigen Namen erhielt der Hammer von Jakob Torsch.
Zu Beginn des Dreißigjährigen Krieges war der Vogt David Grenz Hammerherr im Dorschenhammer, wo er nach eigenem Bekunden ein „ansehnliches“ Wohnhaus erbaute. Das Anwesen wurde von seiner Frau mit in die Ehe gebracht. Vom 4. bis 27. April 1622 wurden dort minderwertige Münzen geprägt und damit der Geldentwertung in der Kipper- und Wipperzeit Vorschub geleistet. David Grenz wurde am 21. März 1640 von schwedischen Söldnern mit einem Schwedentrunk umgebracht. Sein Grabstein befindet sich auf dem Friedhof von Schauenstein.
Danach befand sich das Hammergut rund 120 Jahre lang im Besitz der Familie Drechsel. 1679 stiftete Johann Georg Drechsel der evangelisch-lutherischen Pfarrkirche St. Bartholomäus in Schauenstein ein mächtiges Gemälde (Öl auf Holz) mit einer Darstellung des Jüngsten Gerichts. Drechsel ließ sich auf dem Spätrenaissancerahmen so verewigen: „So sieht das Jüngst Gericht / Welches Christ der Herr spricht./ Anno 1679 hat Gott zu Ehren, allen Frommen Christen zur Beßerung, und der Kirche zur Zierde Johann Georg Drechsel, derer Zeit verordneter Bürgermeister allhier und Herr auf dem Dorschenhammer, solches hieher gestiftet.“
Longolius notierte 1761: „Nun ist die eine Hälfte an Herrn Johann Christoph Löweln, Brandenburg Kulmbachischer Kommissar im Februar des 1760. Jahres und die andere den 16. Juni des 1761. Jahres an Herrn Hans Abraham Löweln jenes Bruders und Bergamtskommissar verkauft worden.“ Johann Christoph Löwel besaß den Unteren Klingensporner Hammer, den Thierbacher Hammer sowie „Marxgrüner hohe Ofen“. Die Familie führte als Hammerzeichen den Löwen. Produziert wurden im Dorschenhammer neben Stabeisen, also Roheisen für den Export, auch Pflugscharen und Hufeisen, an den anderen Standorten Ofenhäfen, eiserne Kessel und auch Zaineisen.
Ende des 18. Jahrhunderts kam das Hammergut in den Besitz der Familie Dittmar. 1804/1805 stellten fünf Arbeiter im Hammerwerk 1.560 Zentner Stabeisen im Wert von 14.040 rheinischen Gulden (fl. rhnl.) her. Zu den wirtschaftlichen Betätigungen der Familie Dittmar gehörte auch der Geldverleih.
1822 wurde Franz Xaver Joseph Peter von Weech neuer Besitzer des Hammerguts. In öffentlichen Mitteilungen wurde er in den nächsten Jahren gerne als Hammerbesitzer, Hammerherr oder als Herr Baron von Weech, Eisen- und Bergwerksbesitzer von Dorschenhammer tituliert. Von Weech hatte keinen vergleichbaren familiären Hintergrund wie seine Vorgänger in dem Eisenhammer. Als Mitglied des königlich-bayerischen Leibregiments erlangte er eine gute Bildung und konnte sich später die wirtschaftlichen und technischen Kenntnisse für den Betrieb selbst aneignen. Nebenbei bekleidete er mehrere öffentliche Ämter. 1827 gab es im Hammerwerk neun Arbeiter und einen Aufseher. Jährlich wurden 1.100 Zentner Stabeisen im Wert von 11.550 bayerischen Gulden produziert. Mit dem Tod von Weechs 1851 endete die Eisenproduktion. 1864 schrieb der Arzt Wilhelm Reichel in Naila: „Die Hochöfen ruhen, weil die Besitzer derselben bei den hohen Preisen der Holzkohlen, welche sie zur Schmelzung verwenden, nicht imstande sind, mit den englischen Fabriken, welche gegenwärtig beinahe ganz Deutschland mit ihren Eisenfabrikaten versehen, konkurrieren können.“

### Elektrizitätswerk und Textilfabrik

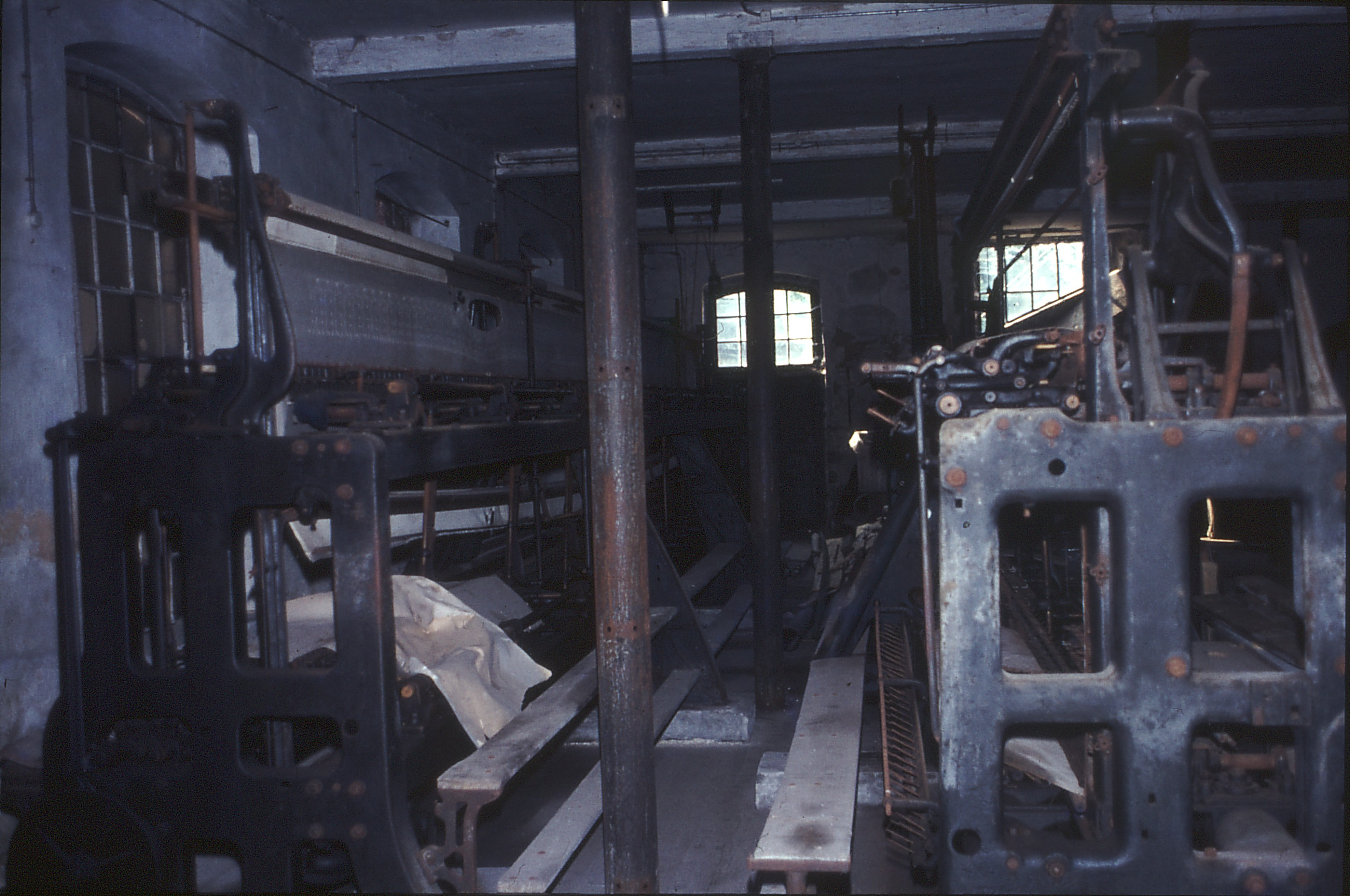
Aufgegebene Textilfabrik im Dorschenhammer mit Stickereimaschinen aus der Vorkriegszeit. 1980

1899 gründete Heinrich Leupoldt im Dorschenhammer eine mechanische Weberei. Die alte Hammermühle wurde abgerissen und ein zweistöckiges Fabrikgebäude errichtet. Ursprünglich wollte Leupoldt seine Webstühle mit Wasserkraft betreiben. Ein neu installiertes Wasserrad an der südlichen Fabrikwand, ausgerichtet im 90°-Winkel zum Hammergraben, sollte den Betrieb der Maschinen gewährleisten. Doch die Konstruktion entfaltete nicht genügend Kraft. 1906 ging die Firma Leupoldt in Konkurs. Magistratsmitglied Heinrich Schirmer erwarb die Fabrik und meldete am 20. Februar 1907 das Elektrizitätswerk Schirmer bei Schauenstein an. Das Mühlrad trieb einen 1000-Volt-Drehstromgenerator an. Um 1907 gab es erstmals elektrisches Licht in Schauenstein. Vorrangig diente die Elektrizität aber dem Betrieb der Webstühle. Im Jahr 2000 wurde die baufällige Fabrikruine abgerissen.

### Besitzer
- 1386/1388: Die Schauensteiner Ritter Wolfstriegel verkauften den Hammer und andere Ortschaften an den Nürnberger Burggrafen Friedrich V.
- um 1495: Familie Kleinschmidt (auch Kleinschmied, Kleinschmid, Kleynschmidt): Witwe Els Kleinschmidt und ihre Söhne Heinz und Andreas
- um 1552: Jakob Torsch, wahrscheinlich verheiratet mit einer Tochter von Contz Kleinschmidt
- 16. Jahrhundert: Kayser
- bis 1640: David Grenz (gestorben 1640), seit 1611 Vogt von Schauenstein
- bis 1760: Familie Drechsel: erster Hammerherr Johann Georg Drechsel (gestorben 1708), Bürgermeister von Schauenstein; Georg Dreschel (1657–1728); Johann Georg (1680–1739); letzter Hammerherr Johann Nicol Drechsel
- 1760–?: Familie Löwel (auch Löweln, Loewel): Johann Christoph Löwel, Bergamtskommissar und sein Bruder Hans Abraham Löwel
- ?–1820: Adam Johannes Dittmar (Jahrgang 1729); Johann Georg Erhard Dittmar (1768–1820)
- 1822–1851: Franz Xaver Joseph Peter von Weech (1797–1851), Unterlieutenant à la suite im 1. Linien-Infanterie-Regiment „König“ (Bayern), Landrat, Major und Kommandant des Landwehrbataillons des Landgerichts Naila
- 1854–1957: Familie Wolfrum: Jacob Wolfrum, Färbermeister; Heinrich Karl Wolfrum (1854–1938), Ökonom; Adolf Wolfrum (1886–1957), Landwirt
- 1957–1980: Ilse Groß (Jahrgang 1907), Tochter des Textilfabrikanten Seyffert in Selbitz und Besitzerin der Schleifscheibenfabrik in Schauenstein
- seit 1980 privat

### Verwaltungsgeschichte
Dorschenhammer gehörte zur Realgemeinde Schauenstein. Gegen Ende des 18. Jahrhunderts bestand Dorschenhammer aus einem Anwesen. Die Hochgerichtsbarkeit hatte das bayreuthische Vogteiamt Schauenstein. Das Kastenamt Kulmbach war Grundherr des Hammers.
Von 1797 bis 1810 unterstand Dorschenhammer dem Justiz- und Kammeramt Naila. Infolge des Ersten Gemeindeedikts wurde Dorschenhammer dem 1812 gebildeten Steuerdistrikt Schauenstein und der zugleich entstandenen Ruralgemeinde Schauenstein zugewiesen.

### Einwohnerentwicklung
| Jahr      | 001819 | 001861 | 001871 | 001885 | 001900 | 001925 | 001950 | 001961 | 001970 | 001987 | 002006 |
| Einwohner | *      | 9      | 15     | 14     | 13     | 9      | 18     | 7      | 6      | 1      | 4      |
| Häuser    |        |        |        | 1      | 1      | 2      | 3      | 1      |        | 1      |        |
| Quelle    | [ 19 ] | [ 22 ] | [ 23 ] | [ 24 ] | [ 25 ] | [ 26 ] | [ 27 ] | [ 28 ] | [ 29 ] | [ 30 ] |        |

## Religion
Dorschenhammer ist seit der Reformation evangelisch-lutherisch geprägt und bis heute nach St. Bartholomäus (Schauenstein) gepfarrt.

## Baudenkmal

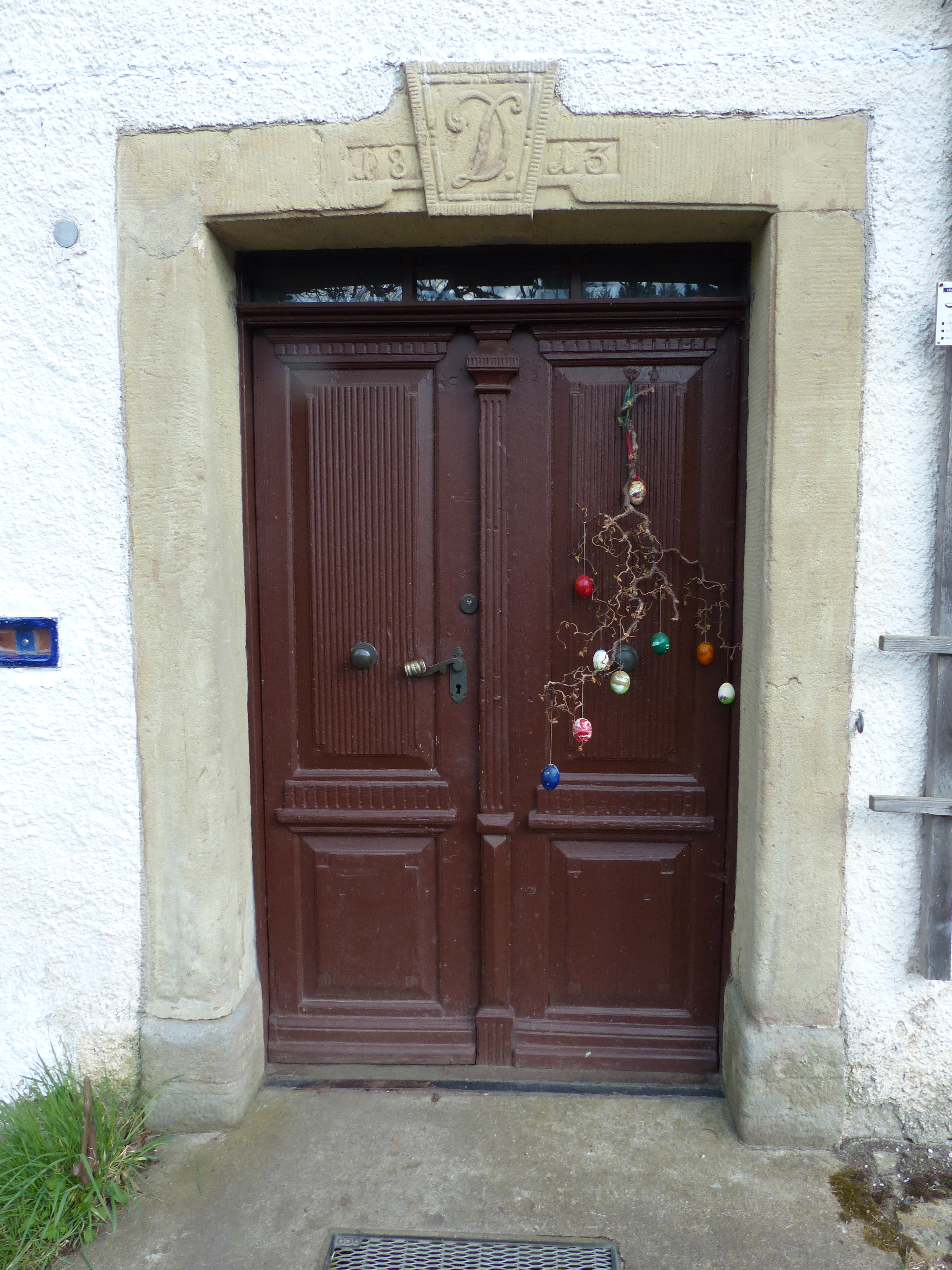
Türrahmung

Vom ehemaligen Hammergut ist das denkmalgeschützte Herrenhaus erhalten geblieben. Mit Aktennummer D-4-75-165-15 wird es beschrieben als: „Zweigeschossiges Wohnstallhaus mit drei zu acht Achsen, schiefergedecktes Walmdach und Gauben über dem Traufgesims. Massives Erdgeschoss und Fachwerk des Obergeschosses verputzt.“ Gewände der Haustür sind aus Sandstein, der Scheitelstein ist bezeichnet mit „D. 1813“ (Dittmar). Stalltür mit Granitrahmen und Scheitelstein „D“. Erdgeschoss wohl Anfang des 19. Jahrhunderts nachträglich mit Tonnen- und Kreuzgewölben ausgestattet. Stuckdecken, wahrscheinlich um 1768 entstanden, sind ähnlich denen im Pfarrhaus von Schauenstein und im Hammerschloss Unterklingensporn. Zwischen 1813 und 1818 baute Hammerherr Dittmar das Wohnhaus um: Kunstschmiedegitter im Treppenhaus wurden mit den Anfangsbuchstaben seines Namens „J G E D / 1818“, umringt von einem Lorbeerkranz, geschmückt.

## Sage
Das Stadtwappen von Schauenstein zeigt einen „Mohren“, der einen roten Eisen-Stein empor streckt. Daran rankt sich die Geschichte eines deutschen Kaufmanns, der auf seiner Heimreise aus Spanien von afrikanischen Seeräubern gefangen genommen und versklavt wurde. Ein „Mohr“ verhalf ihm zur Flucht und kehrte mit ihm in seine zerstörte Heimat zurück. Hier fand der Afrikaner, der der Metallverarbeitung kundig war, einen Eisenstein, hielt ihn hoch und rief aus: „Schau den Stein!“, wovon sich der Name Schauenstein ableiten soll. Er überredete seinen Herren, „am Selbitzufer einen Hammer hier zu bauen, statt trostlos in der Wildnis zu sterben“. Mithin verweist das Stadtwappen auf die jahrhundertelange Tradition der Eisenverarbeitung in der Umgebung.